# Gonomyia (Leiponeura) kamballa
Gonomyia (Leiponeura) kamballa is een tweevleugelige uit de familie steltmuggen (Limoniidae). De soort komt voor in het Australaziatisch gebied.